# Nels Munck Mogensen
Nels Munck Mogensen, född 18 mars 1940, är en svensk orgelbyggare i Hovmantorp, Kronobergs län.

## Biografi
Nels Munck Mogensen gifte sig den 24 mars 1973 med Alice Rose Marie Gunvor Petersson (född 1943). De har bott tillsammans sedan 1971 i Hovmantorp.

## Orglar
De flesta orglar har sju stämmor och har exakt samma disposition.
| År   | Ursprunglig kyrka                           | Stift            | Manualer | Pedal        | Stämmor | Bevarad orgel/fasad | Övrigt |
| ---- | ------------------------------------------- | ---------------- | -------- | ------------ | ------- | ------------------- | --- |
| 1965 | Torparkyrkan, Växjö                         |                  | 1        | Bihängd      | 4       | Ja/Ja               | Mekanisk orgel. |
| 1966 | Pingstkyrkan, Gislaved                      |                  | 1        | Självständig | 6       | Ja/Ja               | Mekanisk orgel. |
| 1971 | Åby kyrka                                   | Växjö stift      | 1        | Självständig | 7       | Ja/Ja               | Mekanisk kororgel. |
| 1973 | Vallås kyrka                                | Göteborgs stift  | 1        | Självständig | 7       | Ja/Ja               | Mekanisk kororgel. |
| 1973 | Sibbhults kapell                            | Lunds stift      | 1        | Självständig | 7       | Ja/Ja               | Mekanisk kororgel. |
| 1975 | Trollhättans kyrka                          | Skara stift      | 1        | Självständig | 7       | Ja/Ja               | Mekanisk kororgel. Flyttades till Kyrkans gård, Götalund i Trollhättan. Flyttades 1988 till Trollhättans församlingsgård där den står idag. |
| 1976 | Bäckbykyrkan                                | Västerås stift   | 1        | Självständig | 7       | Ja/Ja               | Mekanisk orgel. Flyttad 1987 till Svenska Sjömanskyrkan, Skagen, Danmark.                                                                   |
| 1976 | Mönsterås kyrka                             | Växjö stift      | 1        | Självständig | 7       | Ja/Ja               | Mekanisk kororgel. |
| 1977 | Nedre Ulleruds kyrka                        | Karlstad stift   | 1        | Självständig | 7       | Ja/Ja               | Mekanisk kororgel. |
| 1978 | Adventskyrkan, Hallsberg                    | Strängnäs stift  | 1        | Självständig | 7       | Ja/Ja               | Mekanisk kororgel. |
| 1978 | Vaxholms kyrka                              | Stockholms stift | 1        | Självständig | 7       | Ja/Ja               | Mekanisk kororgel. |
| 1978 | Marbäcks kyrka                              | Linköpings stift | 1        | Självständig | 7       | Ja/Ja               | Mekanisk kororgel. |
| 1979 | Helgeandskapellet, Sandbygården, Norrköping | Linköpings stift | 1        | Självständig | 7       | Ja/Ja               | Mekanisk orgel. |
| 1979 | Skeda kyrka                                 | Linköpings stift | 1        | Självständig | 7       | Ja/Ja               | Mekanisk kororgel. |
| 1979 | Malmbäcks kyrka                             | Växjö stift      | 1        | Självständig | 7       | Ja/Ja               | Mekanisk kororgel. |
| 1980 | Allhelgonakyrkan, Malmberget                | Luleå stift      | 1        | Självständig | 7       | Ja/Ja               | Mekanisk kororgel. |
| 1980 | Garvargårdens kyrka                         | Växjö stift      | 1        | Självständig | 7       | Ja/Ja               | Mekanisk orgel. |
| 1981 | Hovmantorps kyrka                           | Växjö stift      | 1        | Självständig | 7       | Ja/Ja               | Mekanisk kororgel. |
| 1982 | Slätthögs kyrka                             | Växjö stift      | 1        | Självständig | 7       | Ja/Ja               | Mekanisk kororgel. |
| 1983 | Lessebo kyrka                               | Växjö stift      | 1        | Självständig | 7       | Ja/Ja               | Mekanisk kororgel. |
| 1983 | Brickebergskyrkan                           |                  | 1        | Självständig | 7       | Ja/Ja               | Mekanisk orgel. |